# Ironeus mutatus
Ironeus mutatus är en skalbaggsart som beskrevs av Bates 1885. Ironeus mutatus ingår i släktet Ironeus och familjen långhorningar.
Artens utbredningsområde är Honduras. Inga underarter finns listade i Catalogue of Life.